# Ford 300 (Automobil)
Der Ford 300 war ein Pkw-Modell des amerikanischen Automobilherstellers Ford. Das Modell wurde ausschließlich im Jahr 1963 produziert und lief in Dearborn vom Band. 1964 wurde der 300 von der Custom-Serie ersetzt.

## Allgemeines
Der Ford 300 wurde als Sparmodell des Ford Galaxie auf den Markt gebracht und besaß im Gegensatz zu diesem fast keine Chromverzierungen und keine Luxusausstattung. Häufig wurden die Ford 300 von der Polizei oder den Taxiunternehmen geordert, weil sie 100 US-$ billiger als die am einfachsten ausgestatteten Galaxie-Limousinen waren. Man erkannte die Wagen an einem „Ford 300“-Zeichen an den beiden vorderen Kotflügeln hinter den Radausschnitten und „F-O-R-D“ in kleinen Chrombuchstaben auf dem Kofferraumdeckel (anstatt „G-A-L-A-X-I-E“). Normalerweise gab es die Fahrzeuge nur als 2- oder 4-türige Limousinen, auf Sonderwunsch war aber auch ein Fließheck-Coupé erhältlich.
Ein besonderer Ford 300 wurde als zweitürige Limousine von Tasca Motors in Providence (Rhode Island) verkauft. Er besaß die Chromausstattung des Ford Galaxie und der XL-Modelle und war mit Zweifarbenlackierungen erhältlich.
Insgesamt entstanden 70.152 Exemplare des Ford 300.

## Karosseriebauformen
Der Ford 300 wurde als zwei- oder viertürige Stufenheck-Limousine und als zweitüriges Fließheck-Coupé angeboten.

## Motoren und Getriebe
Kleinster erhältlicher Motor war ein Sechszylinder-Reihenmotor, der einen Hubraum von 3654 cm³ hatte und maximal 103 kW (138 bhp) bei 4200/min leistete. Außerdem gab es einen V8-Motor mit 4736 cm³ und 145 kW (195 bhp) bei 4400/min, und einen Big-Block-V8-Motor der FE-Serie, der unter dem Namen 427er (das ist der Hubraum, gemessen in Kubikzoll) mit 6997 cm³ Hubraum und 317 kW (425 bhp) Leistung bei 6000/min erhältlich war. In Verbindung mit einem handgeschalteten Getriebe wurden so ausgestattete Autos oft in Dragster-Rennen eingesetzt, weil sie sehr leicht waren.